# Палезо
Палезо (фр. Palaiseau) — город и коммуна во французском департаменте Эссонна, административный центр округа Палезо и кантона Палезо.

## Географическое положение
Палезо находится в 18 км к юго-западу от Парижа и связан с ним системой скоростного общественного транспорта RER. Через город протекает река Иветт.
Здесь находятся: Политехническая школа, Оптический институт, ENSTA ParisTech, научно-исследовательские центры ONERA, Danone и Thales.

## Экономика
В городе расположена фирма «Solems», занимающаяся производством фотоэлементов для солнечных батарей и фотодетекторов.

## Города-побратимы
- Унна, Германия
- Боярка, Украина